# Schützenstrasse 15 (Winterthur)

Das Schützenhaus an seinem ursprünglichen Standort in der Winterthurer Altstadt im Jahr 1867.

Beim ehemaligen Gebäude Schützenstrasse 15 in Winterthur-Neuwiesen, Schweizer Kanton Zürich, handelte es sich um das 1739 an anderer Stelle erbaute Schützenhaus. Es wurde ab 1937 als Kindergarten genutzt und am 20. Dezember 2022 durch ein Feuer zerstört. Von der Denkmalpflege wurde es als kommunales Inventarobjekt geführt und stand unter Denkmalschutz.

## Baugeschichte und Nutzung
Die Geschichte des Gebäudes beginnt 1739, als beim Nägelitor an der Stadthausstrasse ein neues Schützenhaus gebaut wurde. Als die Stadt entschied, den Schiessstand zu verschieben, betraf dies auch das Schützenhaus. Der Holzständerbau wurde 1837 abgetragen und an der Schützenstrasse 15 wieder aufgebaut. Neben tödlichen Unfällen war auch die Feuergefahr Grund für die Verlegung von der Stadt weg. Bei der Erstellung an der Schützenstrasse wurde das Erdgeschoss durch einen Unterbau ersetzt und das Gebäude unter Beibehaltung des Holzriegelgerüstes und der Dachkonstruktion als klassizistischer zweigeschossiger Bau durch Zimmermeister Weber und Maurermeister Sulzer wieder aufgerichtet.
Es wurde bis 1869 als Schützenhaus genutzt. Wegen Verlegung des Schiessplatzes wurde es nicht mehr benötigt und verkauft und anschliessend als Wohnhaus genutzt. Dieses Wohnhaus wurde 1937 zum Kindergarten umfunktioniert. Anfänglich hiess er Kindergarten Neuwiesen und wurde 2015 in Kindergarten Schützenwiese umbenannt. Das Haus brannte 2022 vollständig ab.

## Brand
Am 20. Dezember 2022 ging am frühen Morgen um 4 Uhr 50 ein Alarm bei der Stadtpolizei Winterthur ein, dass im Quartier Neuwiesen Brandgeruch wahrzunehmen sei. Durch die Dunkelheit und den Nebel konnte die ausgerückte Polizei anfänglich den Brandgeruch keinem Gebäude zuordnen, erst nach 20 Minuten war klar, dass ein Brand im Kindergarten Schützenwiese ausgebrochen war. Entsprechend wurde erst dann die Feuerwehr gerufen, welche darauf mit einem Grossaufgebot eintraf. Als diese vor Ort war, stand das hinterste Zimmer bereits in Vollbrand. Weil die Decke schon am Boden lag und die tragenden Wände brannten, war die Statik schon stark beeinträchtigt. In der Folge wurde der Innenangriff abgebrochen. Dies war auch dadurch zu verantworten, dass es keine vermissten Personen im Gebäude gab. Der Brand wurde daraufhin nur noch mit einem massiven Aussenangriff bekämpft, welcher nicht verhindern konnte, dass die Bausubstanz zerstört wurde. Die im in unmittelbarer Nähe gelegenen Hühnerstall untergebrachten Hühner konnte alle gerettet werden.
Die Brandursache konnte nie abschliessend ermittelt werden. Im Vordergrund steht ein technischer Defekt in der Elektroinstallation. Die Schadensumme wurde von der Gebäudeversicherung mit 1,7 Millionen Schweizer Franken angegeben.

## Erhaltenes Kulturgut
Während des Brandes konnten die zweiflügelige Holztür und einige Fensterklappen abgebaut und so gerettet werden. Sie wurden im Forstwerkhof Wolfswinkel in Wülflingen eingelagert.
Die bemalten Glasscheiben aus dem Schützenhaus waren lange Zeit in den Fenstern des hofseitigen Treppenhauses des neuen Kunstmuseums eingebaut. Nach der Renovierung des Rathauses wurden die restaurierten Fensterscheiben dorthin verlegt. Sie sind in den Fenstern rund um den Innenhof über dem Rathausdurchgang angeordnet worden.
Die bemalten Täferfüllungen, welche Szenen aus der eidgenössischen Befreiungsgeschichte zeigen, sind im Erdgeschoss des Museums Lindengut ausgestellt.